# Lekkoatletyka na Letniej Uniwersjadzie 2005
Lekkoatletyka na Letniej Uniwersjadzie 2005 – zawody lekkoatletyczne zostały rozegrane w dniach 15 – 20 sierpnia. Areną zmagań zawodników i zawodniczek był Stadion im. Atatürka.

## Rezultaty

### Mężczyźni
| Konkurencja:                  | 1. miejsce                                                                           | Rezultat   | 2. miejsce                                                                                          | Rezultat   | 3. miejsce | Rezultat  |
| Bieg na 100 m                 | Hu Kai                                                                               | 10,30      | Andriej Jepiszyn                                                                                    | 10,43      | Sandro Viana | 10,49     |
| Bieg na 200 m                 | Leigh Ignatius Julius                                                                | 20,56 SB   | Shinji Takahira                                                                                     | 20,93      | Paul Hession | 21,02     |
| Bieg na 400 m                 | Marvim Essor                                                                         | 45,99      | Dwayne Barrett                                                                                      | 46,14      | Yūki Yamaguchi | 46,15     |
| Bieg na 800 m                 | Fabiano Peçanha                                                                      | 1:46,01 PB | Selahattin Cobanoglu                                                                                | 1:47,49 SB | Maksim Adamowicz | 1:47,50   |
| Bieg na 1500 m                | Iwan Heszko                                                                          | 3:49,49    | Andrew Baddeley                                                                                     | 3:50,90    | Vincent Rono | 3:51,48   |
| Bieg na 5000 m                | Wilson Busienei                                                                      | 13:38,51   | Reid Coolsaet                                                                                       | 13:39,90   | Simon Ndirangu | 13:43,47  |
| Bieg na 10 000 m              | Wilson Busienei                                                                      | 28:27,57   | Fadil Mohamed                                                                                       | 28:31,86   | El Mabchour Karim | 28:43,15  |
| Półmaraton                    | Wilson Busienei                                                                      | 1:03:47    | Takayuki Tagami                                                                                     | 1:03:48    | Fadil Mohamed | 1:03:52   |
| Półmaraton drużynowo          | Japonia · Takayuki Tagami · Kosaku Hoshina · Takeshi Kumamoto · (Keizo Maruyama)     | 3:12:22    | Uganda · Wilson Busienei · Joseph Nsubuga · Francis Yiga · (Francis Kasagule) · (Geofrey Wamaniala) | 3:14:04    | Maroko · Fadil Mohamed · El Mabchour Karim · Azzouzi Abdelaziz                                                            | 3:15:11   |
| Bieg na 110 m przez płotki    | Mateus Inocencio                                                                     | 13,45      | Jared MacLeod                                                                                       | 13,67      | Serhij Demidiuk | 13,69     |
| Bieg na 400 m przez płotki    | Kenji Narisako                                                                       | 48,96      | Takayuki Koike                                                                                      | 49,75      | Gregory Little | 49,77 PB  |
| Bieg na 3000 m z przeszkodami | Halil Akkaş                                                                          | 8:30,16    | Ion Luchianov                                                                                       | 8:30,66    | Ruben Ramolefi | 8:31,53   |
| Sztafeta 4 × 100 m            | Włochy · Luca Verdecchia · Alessandro Rocco · Massimiliano Donati · Stefano Anceschi | 39,25      | Japonia · Kazuya Kitamura · Masaya Aikawa · Masaya Minami · Shinji Takahira                         | 39,29      | Wielka Brytania · Gavin Eastman · Tyrone Edgar · Darren Chin · Timothy Abeyie                                             | 39,41     |
| Sztafeta 4 × 400 m            | Polska · Rafał Wieruszewski · Daniel Dąbrowski · Piotr Kędzia · Piotr Klimczak       | 3:02,57    | Japonia · Kazunori Ota · Yoshihiro Horigome · Yuki Yamaguchi · Kenji Narisako                       | 3:03,20 PB | Rosja · Dimitrij Pietrow · Aleksander Borszczenko · Konstantin Swieczkar · Władisław Frołow · Michaił Lipski (eliminacje) | 3:03,33   |
| Chód na 20 km                 | Juan Manuel Molina                                                                   | 1:24:06    | Kim Hyum-sup                                                                                        | 1:24:42    | Kōichirō Morioka | 1:25:18   |
| Skok wzwyż                    | Aleksander Waleriańczyk                                                              | 2,30 SB    | Hienadzij Maroz                                                                                     | 2,26       | Martyn Bernard | 2,23      |
| Skok o tyczce                 | Björn Otto                                                                           | 5,80 =UR   | Konstandinos Filipidis                                                                              | 5,75       | Ołeksandr Korczmid | 5,70      |
| Skok w dal                    | Władimir Ziuskow                                                                     | 8,06       | Issam Nima                                                                                          | 8,02       | Stefano Dacastello | 7,95      |
| Trójskok                      | Aleksandr Siergiejew                                                                 | 16,72      | Steven Shalders                                                                                     | 16,67      | Mykoła Sawolajnen | 16,67     |
| Pchnięcie kulą                | Tomasz Majewski                                                                      | 20,60      | Taavi Peetre                                                                                        | 20,02      | Anton Liubosławskij | 19,40     |
| Rzut dyskiem                  | Gerd Kanter                                                                          | 65,29      | Omar Ahmed El Ghazaly                                                                               | 62,68      | Gábor Máté | 61,91     |
| Rzut młotem                   | Wadzim Dziewiatouski                                                                 | 79,13      | Eşref Apak                                                                                          | 76,18      | Walerij Swiatocha | 74,71     |
| Rzut oszczepem                | Ainārs Kovals                                                                        | 80,67      | Tero Järvenpää                                                                                      | 79,61      | Stefan Müller | 78,57     |
| Dziesięciobój                 | Aleksandr Parchomienka                                                               | 8051 pkt.  | François Gourmet                                                                                    | 7792 pkt.  | Nadir El Fassi | 7724 pkt. |

### Kobiety
| Konkurencja:                  | 1. miejsce                                                                                 | Rezultat    | 2. miejsce                                                                        | Rezultat    | 3. miejsce                                                                          | Rezultat   |
| Bieg na 100 m                 | Olga Chałandyriewa                                                                         | 11,64       | Ailis McSweeney                                                                   | 11,68       | Nikolett Listar                                                                     | 11,71 PB   |
| Bieg na 200 m                 | Natalja Iwanowa                                                                            | 23,28       | Jelena Jakowlewa                                                                  | 23,45       | Élodie Ouédraogo                                                                    | 23,62      |
| Bieg na 400 m                 | Natalja Nazarowa                                                                           | 51,31 SB    | Fatou Bindtou Fall                                                                | 51,33 SB    | Tatjana Rosłanowa                                                                   | 52,46      |
| Bieg na 800 m                 | Swietłana Kluka                                                                            | 1:59,56 PB  | Binnaz Uslu                                                                       | 1:59,94     | Marilyn Okoro                                                                       | 2:00,42    |
| Bieg na 1500 m                | Olesia Syriewa                                                                             | 4:12,69     | Tetiana Hołowczenko                                                               | 4:12,73     | Liu Qing                                                                            | 4:12,76 SB |
| Bieg na 5000 m                | Kimberley Smith                                                                            | 15:29,18 UR | Tetiana Hołowczenko                                                               | 15:44,92    | Jolene Byrne                                                                        | 15:56,01   |
| Bieg na 10 000 m              | Eri Sato                                                                                   | 34:12,06    | Zeng Guang                                                                        | 34:57,57 PB | Mary Davies                                                                         | 35:58,20   |
| Półmaraton                    | Lee Eum-jung                                                                               | 1:14:31     | Ryoko Kizaki                                                                      | 1:14:34     | Jang Son-ok                                                                         | 1:14:50    |
| Bieg na 100 m przez płotki    | Mirjam Liimask                                                                             | 12,96       | Tatiana Pawlij                                                                    | 13,01       | Derval O’Rourke                                                                     | 13,02      |
| Bieg na 400 m przez płotki    | Marina Szijan                                                                              | 55,14 SB    | Benedetta Ceccarelli                                                              | 55,22       | Marta Chrust                                                                        | 55,49 PB   |
| Bieg na 3000 m z przeszkodami | Livia Tóth                                                                                 | 9:40,37     | Victoria Mitchell                                                                 | 9:47,54     | Turkan Erismis                                                                      | 9:50,32 PB |
| Sztafeta 4 × 100 m            | Rosja · Jewgienija Polakowa · Olga Chałandyriewa · Jelena Jakowlewa · Julija Czermoszanska | 43,62       | Francja · Natacha Vouaux · Aurore Kassambara · Celine Thelamon · Adrianna Lamalle | 43,73 PB    | Irlandia · Derval O’Rourke · Anna Boyle · Ailis McSweeney · Emily Maher             | 44,69      |
| Sztafeta 4 × 400 m            | Rosja · Anastazja Owczinnikowa · Natalja Iwanowa · Jelena Migunowa · Natalja Nazarowa      | 3:27,47     | Polska · Monika Bejnar · Ewelina Sętowska · Marta Chrust · Grażyna Prokopek       | 3:27,71     | Ukraina · Antonina Jefremowa · Olha Zanhorodnia · Natalija Pyhyda · Lilija Piluhina | 3:28,23    |
| Chód na 20 km                 | Jiang Qiuyan                                                                               | 1:33:13 UR  | Vera Santos                                                                       | 1:33:54     | Tatiana Sibiliewa                                                                   | 1:34:16    |
| Skok wzwyż                    | Anna Cziczerowa                                                                            | 1,90        | Irina Kowalienko                                                                  | 1,88        | Ariane Friedrich                                                                    | 1,88       |
| Skok o tyczce                 | Julia Hütter                                                                               | 4,25        | Nadine Rohr                                                                       | 4,20        | Dimitra Emanuil                                                                     | 4,20       |
| Skok w dal                    | Ludmiła Kołczanowa                                                                         | 6,79        | Naide Gomes                                                                       | 6,56        | Natalja Lebusowa                                                                    | 6,51       |
| Trójskok                      | Wang Ying                                                                                  | 14,12 PB    | Olha Saładucha                                                                    | 13,96       | Nadieżda Bazenowa                                                                   | 13,90      |
| Pchnięcie kulą                | Natalja Choronieko                                                                         | 18,86       | Li Meiju                                                                          | 18,48       | Misleydis Gonzales Tamayo                                                           | 18,26      |
| Rzut dyskiem                  | Wioletta Potępa                                                                            | 62,10       | Song Aimin                                                                        | 61,74       | Dragana Tomašević                                                                   | 59,92      |
| Rzut młotem                   | Kamila Skolimowska                                                                         | 72,75       | Liu Yinghui                                                                       | 72,51 PB    | Ester Balassini                                                                     | 70,13      |
| Rzut oszczepem                | Barbora Špotáková                                                                          | 60,73       | Ma Ning                                                                           | 59,18 PB    | Justine Robbeson                                                                    | 58,70 PB   |
| Siedmiobój                    | Ludmyła Błonśka                                                                            | 6297 pkt.   | Simone Oberer                                                                     | 5996 pkt.   | Jessica Ennis                                                                       | 5910 pkt.  |